# Michael of Kent

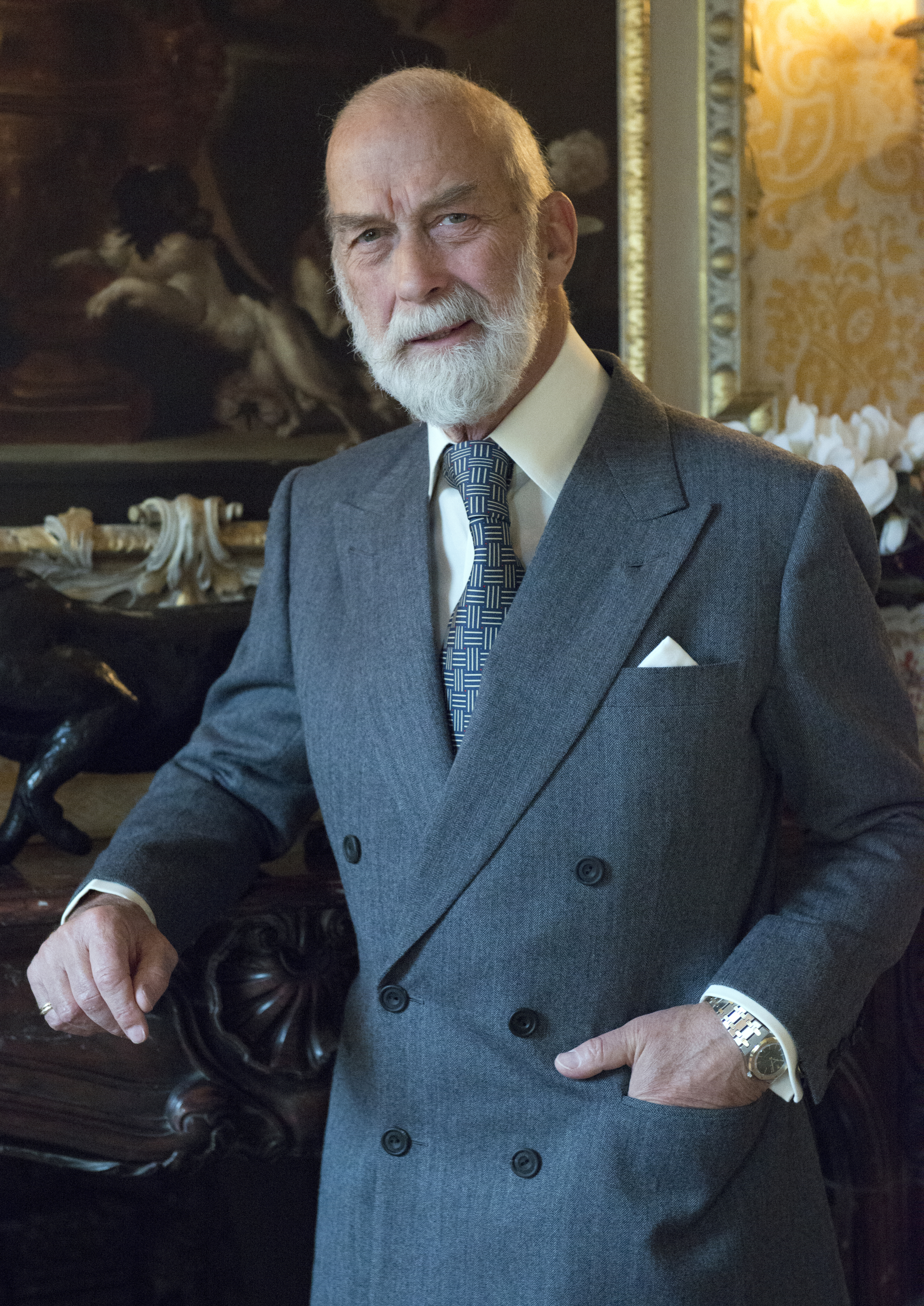
Prince Michael of Kent (2014)

HRH Prince Michael George Charles Franklin of Kent, GCVO (* 4. Juli 1942 in Iver, Buckinghamshire) ist als Enkel von König George V. ein Mitglied des britischen Königshauses und Onkel 2. Grades von König Charles III.
Prince Michael of Kent führt keine repräsentativen Aufgaben als Vertreter der Krone aus, stattdessen führt er ein eigenes Beratungsgeschäft und übernimmt weltweit verschiedene kommerzielle Aufträge. Er hat einige Fernsehdokumentarfilme präsentiert, in denen königliche Familien Europas vorgestellt werden.

## Leben

### Kindheit
Er wurde am 4. Juli 1942 in Iver, westlich von London, als zweiter und jüngster Sohn von Prince George, 1. Duke of Kent geboren. Sein Vater war der viertälteste Sohn von König Georg V. und Königin Mary. Seine Mutter war Marina, Duchess of Kent, eine Tochter des Prinzen Nikolaus von Griechenland und der Großfürstin Jelena Wladimirowna Romanowa von Russland, einer Enkelin von Zar Alexander II.  Michael ist nach dem Bruder des letzten Zaren von Russland, Michail Alexandrowitsch Romanow, benannt, dessen Großneffe er ist. An seiner Taufe am 4. August 1942 nahmen Franklin Delano Roosevelt, König Georg II. von Griechenland, König Haakon VII. von Norwegen, die Königin der Niederlande Wilhelmina, Prinzessin Patricia of Connaught, Prinzessin Viktoria von Hessen-Darmstadt, die Kronprinzessin Griechenlands Friederike von Hannover und Henry, Duke of Gloucester, teil.
Sein Vater starb bei einem Flugzeugunglück in der Nähe von Caithness in Schottland am 25. August 1942, wenige Wochen nach der Taufe seines Sohnes.

### Ausbildung und Militärdienst
Michael besuchte das Internat in Sunningdale, Berkshire, das Eton College sowie ab Januar 1961 die Mons Officer Cadet School in Aldershot. Anschließend trat er 1963 als Offizier der 11th Hussars (Prince Albert’s Own) in die British Army ein. Seine Einheit wurde 1969 mit den 10th Royal Hussars zu den The Royal Hussars (Prince of Wales's Own) zusammengelegt. Er war während seines Dienstes in Deutschland, Hongkong und Zypern stationiert. Seine Schwadron bildete einen Teil der UN-Friedenstruppe auf Zypern. 1981 zog er sich im Rang eines Majors aus dem aktiven Armeedienst zurück. 2010 wurde er ehrenhalber zum Colonel der British Army ernannt. Ehrenhalber wurde Prinz Michael innerhalb der Royal Navy 2006 zum Commodore-in-Chief der Marinereserve (Royal Naval Reserve) ernannt und erhielt ehrenhalber 1994 den Rang eines Commodore, 2004 den eines Rear-Admiral und 2015 den eines Vice-Admiral. Innerhalb der Royal Air Force wurde er ehrenhalber 2002 Air Commodore des RAF-Stützpunktes Benson und 2012 Air Marshal. Zudem wurde er 2001 Colonel-in-Chief des Essex and Kent Scottish Regiment der Canadian Army.

### Ehe und Familie

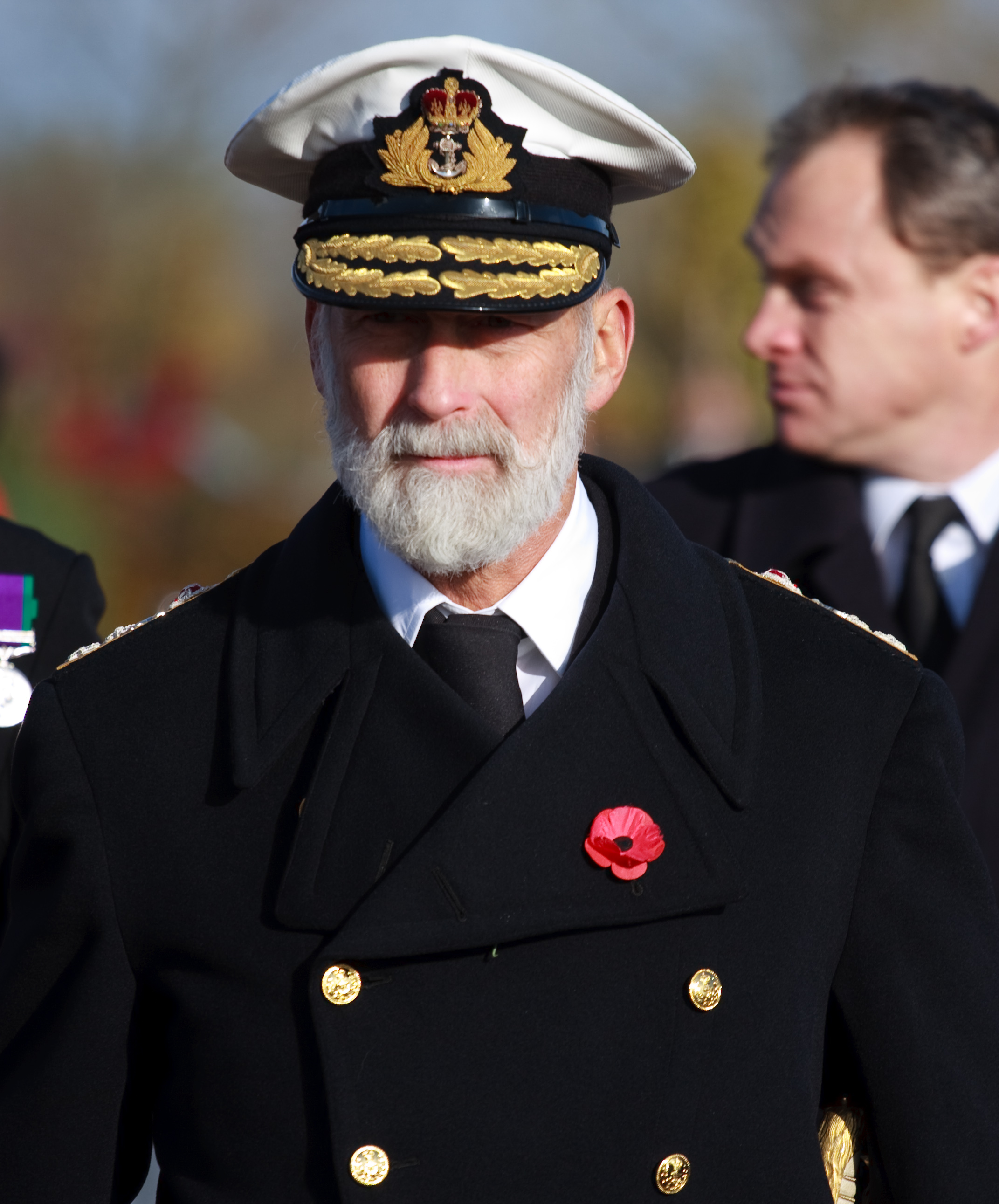
Prince Michael of Kent (2008)

Am 30. Juni 1978 heiratete Prinz Michael in einer standesamtlichen Zeremonie im Wiener Rathaus Marie Christine von Reibnitz, einziges Kind des schlesischen Barons Günther von Reibnitz und dessen, aus Ungarn stammender, Ex-Frau Maria Anna Carolina Franziska Walpurga Bernadette, Gräfin von Szapáry von Muraszombath, Széchysziget und Szapár. Die Ehe war umstritten, weil die Baronin nicht nur Katholikin, sondern auch geschieden war. Sie war bereits mit dem Bankier Thomas Troubridge verheiratet gewesen; die beiden trennten sich 1973 und wurden 1977 geschieden – 14 Monate vor ihrer Ehe mit Prinz Michael.
Nach dem Act of Settlement, dem Gesetz zur Regelung der britischen Thronfolge aus dem Jahr 1701, verwirkte Prinz Michael seinen Platz in der Thronfolge durch diese Ehe mit einer Katholikin. Jedoch wurde seine Frau durch die Ehe eine Prinzessin des Vereinigten Königreichs und wird „Her Royal Highness Princess Michael of Kent“ genannt (nicht Princess Marie-Christine, da sie nicht Prinzessin aus eigenem Recht ist, sondern nur durch ihre Ehe den Titel führen darf). Seit dem 26. März 2015 wird Prinz Michael wieder in der britischen Thronfolge geführt, da durch das Perth Agreement Ehen mit Katholiken erlaubt sind.
Prinz und Prinzessin Michael of Kent haben zwei Kinder, die beide ihren Platz in der Thronfolge nie verloren hatten, weil sie nicht der römisch-katholischen, sondern der anglikanischen Kirche angehören:
- Lord Frederick „Freddie“ Michael George David Louis Windsor (* 6. April 1979) wurde an der Wetherby School, der Sunningdale School, dem Eton College und dem Magdalen College der University of Oxford ausgebildet. Er arbeitet als Finanzanalytiker für die Investment Bank JPMorgan in London. Zuvor arbeitete er gelegentlich als Fotomodel, unter anderem für Burberry, und als Musikjournalist für das Tatler Magazin. Lord Frederick ist mit der britischen Schauspielerin Sophie Winkleman verheiratet. Sie haben zwei Töchter, Maud Elizabeth Daphne Marina Windsor (* 15. August 2013) und Isabella Alexandra May Windsor (* 16. Januar 2016).[1]
- Lady Gabriella „Ella“ Marina Alexandra Ophelia Windsor (* 23. April 1981) besuchte die Downe House School, Cold Ash, Thatcham, Berkshire. Sie hat 2004 mit dem Abschluss Bachelor of Arts in Vergleichende Literaturwissenschaft an der Brown University in Providence graduiert. Sie arbeitet als Journalistin und schreibt unter anderem für The Spectator und The Mail on Sunday. Am 18. Mai 2019 ehelichte sie Thomas Kingston, der im Februar 2024 45-jährig verstarb.[2]

### Kritik
Sowohl Prince Michael als auch seine Ehefrau, die von der britischen Presse wegen ihrer forschen Art als Princess Pushy bezeichnet wird, standen 2008 in negativer Weise im Blickpunkt der Medien. Die Kritik zielte meist darauf ab, dass das Paar seinen königlichen Status zum persönlichen Vorteil ausnutze. Im Jahr 2002 deckte die britische Presse auf, dass das Paar lediglich eine Monatsmiete von 276 Pfund für eine Wohnung mit mehr als zehn Zimmern im Kensington Palace zahlte, dessen Unterhalt den britischen Staatshaushalt zu dieser Zeit mehr als eine Million Pfund kostete. Angemessene monatliche Mietkosten lagen bei 10.000 Pfund. Daraufhin forderte eine Gruppe von House-of-Commons-Abgeordneten, dass das Paar zur Räumung gezwungen wird. Seit 2010 bezahlt Prince Michael eine Jahresmiete von 120.000 Pfund, nachdem Elisabeth II. die Kosten seit 2002 beglichen und er seinen 1980 erworbenen Zweitwohnsitz, Nether Lypiatt bei Stroud, 2005 für fünf Millionen Pfund verkauft hatte.

## Aufgaben und Interessen

### Offizielle Aufgaben

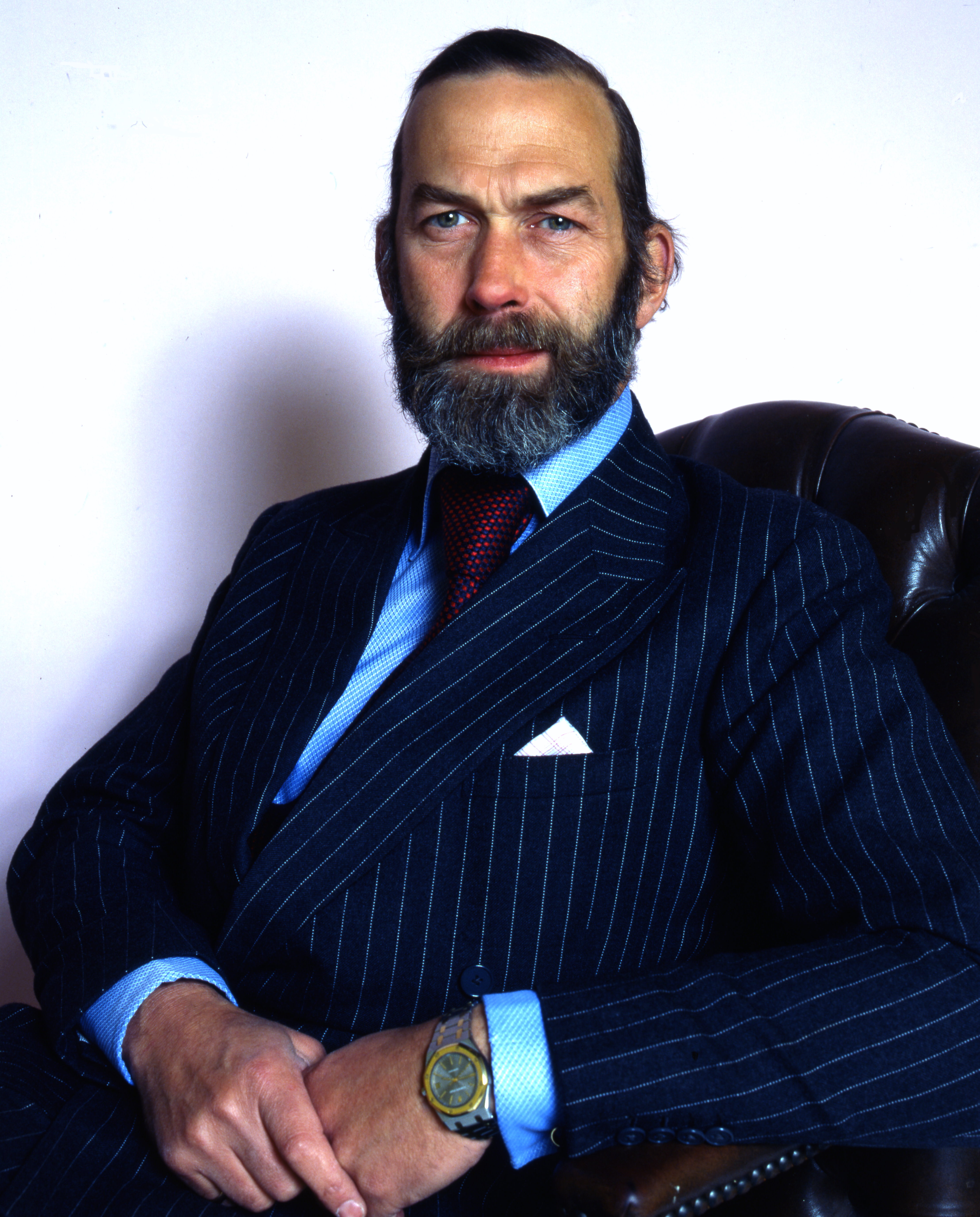
Michael of Kent (1990), fotografiert von Allan Warren

Prince Michael ist das dritte Kind des vierten Sohns von Georg V. Es wurde nicht erwartet, dass er königliche und offizielle Aufgaben übernehmen würde. Prince Michael hat daher nie eine parlamentarische Jahresrente (englisch annual parliamentary allowance) erhalten. Anders ist das bei seinem älteren Bruder Edward, 2. Duke of Kent (* 1935) und beider Schwester, Princess Alexandra (* 1936), die offizielle Aufgaben übernehmen und vergütet bekommen (wobei diese Ausgaben seit 1993 von Elisabeth II. an die Staatskasse zurückgezahlt werden). Als Mitglied der britischen königlichen Familie wird Prince Michael jedoch stets als eminente Persönlichkeit behandelt. So hatte ihm beispielsweise die Königin zu seiner Heirat im Jahr 1978 die Wohnung im Kensington Palace gewährt (siehe auch Abschnitt Kritik).
Prince Michael unterstützt verschiedene Wohltätigkeitsorganisationen. Er ist unter anderem Commonwealth-Präsident der Königlichen Lebensrettungs-Gesellschaft. Als Freimaurer ist er Großmeister der Grand Lodge of Mark Master Masons of England and Wales and its Districts and Lodges Overseas.
Da der Prinz kein Einkommen für königliche Aufgaben bezieht, erhielt er die Erlaubnis der Königin, sein Leben durch kommerzielle Dienstleistungen zu bestreiten. Neben seinem Beratungsgeschäft ist er auch ein qualifizierter Dolmetscher und beherrscht Russisch.

### Russland
Prinz Michael hat ein starkes Interesse an Russland und ist für seine bemerkenswerte physische Ähnlichkeit mit dem Zaren Nikolaus II. bekannt. Als der Zar und seine Familie in Russland beigesetzt wurden, war es Prinz Michael, der Großbritannien bei der Zeremonie vertrat. Prinz Michael spricht fließend Russisch und verbrachte seine Urlaube häufig in Russland. Im Roman Das schwarze Manifest von Frederick Forsyth wird die Monarchie in Russland wiederhergestellt, mit dem Prinzen und der Prinzessin Michael als Zar und Zarin.
Im Jahr 2009 hat Michael von Kent für seine Arbeit an den anglo-russischen Beziehungen vom ehemaligen russischen Präsidenten Dmitri Medwedew den russischen Freundschaftsorden erhalten. Im März 2022 hat er den Orden kommentarlos zurückgegeben.

## Titulatur

Wappen des Michael of Kent

Als Kind des Sohnes eines britischen Monarchen führt er seit Geburt die Prädikate His Royal Highness und Prince. Als jüngerer Sohn des Duke of Kent verwendet er statt eines Familiennamens den Namenszusatz „of Kent“. Seit er 1992 zum Knight Commander des Royal Victorian Order geschlagen wurde, führt er zudem das Post-nominal „KCVO“ bzw., seit er 2003 weiter zum Knight Grand Cross desselben Ordens erhoben wurde, das Post-nominal „GCVO“.
Seine aktuelle Titulatur (Style) lautet somit: His Royal Highness Prince Michael of Kent GCVO.

## Orden und Ehrenzeichen
| Jahr | Staat                  | Orden/Ehrenzeichen                        | Klasse             | Bemerkungen        |
| ---- | ---------------------- | ----------------------------------------- | ------------------ | ------------------ |
| 1953 | Vereinigtes Königreich | Queen Elizabeth II Coronation Medal       |                    |                    |
| 1977 | Vereinigtes Königreich | Queen Elizabeth II Silver Jubilee Medal   |                    |                    |
| 1992 | Vereinigtes Königreich | Royal Victorian Order                     | Knight Commander   |                    |
| 2002 | Vereinigtes Königreich | Queen Elizabeth II Golden Jubilee Medal   |                    |                    |
| 2012 | Vereinigtes Königreich | Queen Elizabeth II Diamond Jubilee Medal  |                    |                    |
| 2003 | Vereinigtes Königreich | Royal Victorian Order                     | Knight Grand Cross |                    |
| 2009 | Russland               | Orden der Freundschaft                    |                    | 2022 zurückgegeben |
| 2022 | Vereinigtes Königreich | Queen Elizabeth II Platinum Jubilee Medal |                    |                    |
| N/A  | UNO                    | United Nations Medal for Cyprus           |                    |                    |
| N/A  | Vereinigtes Königreich | Order of Saint John                       | Knight of Justice  |                    |